# Majolika

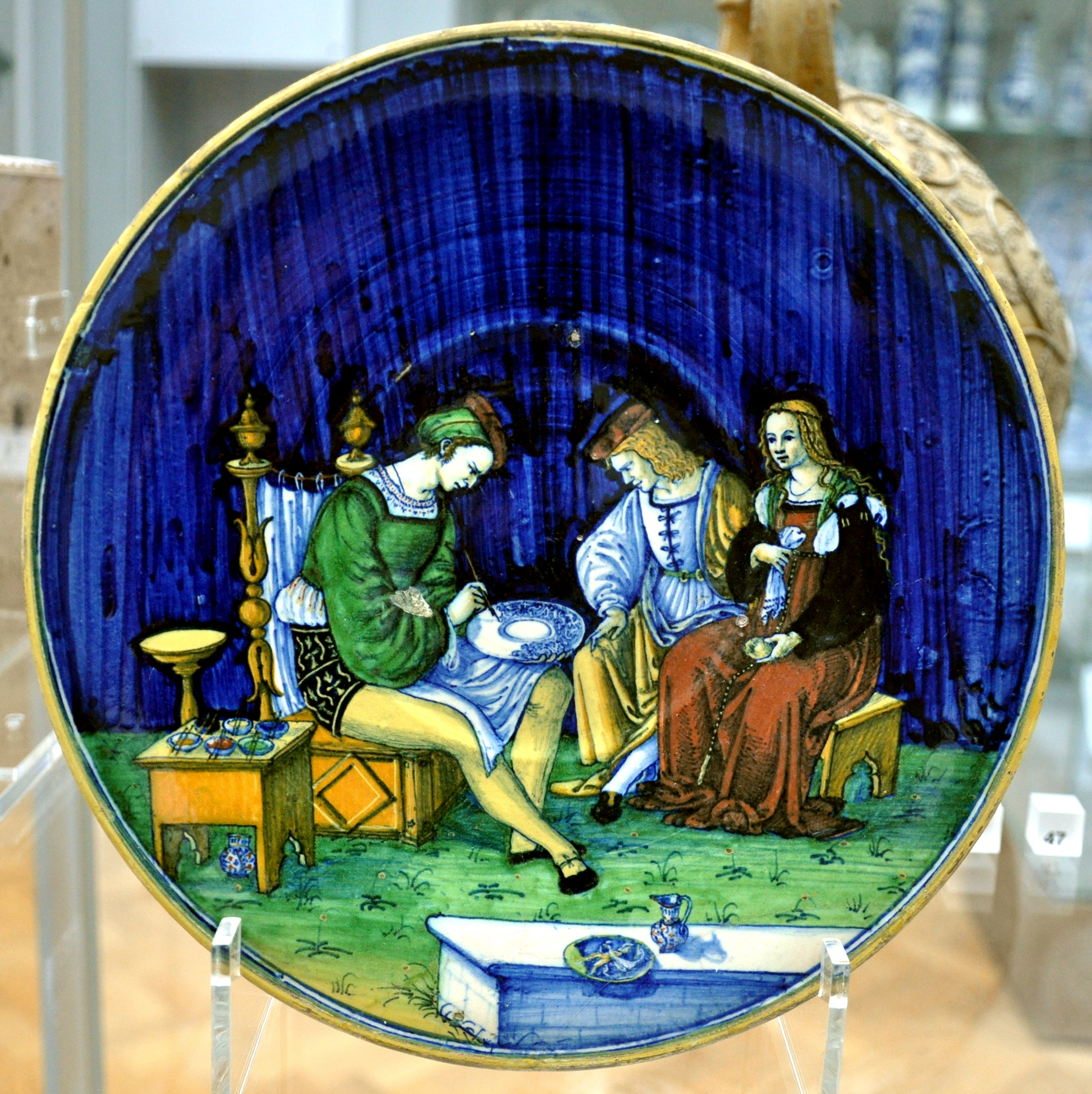
Majolika-Teller aus Caffagiolo, 1510, Motiv: ein Majolika-Maler

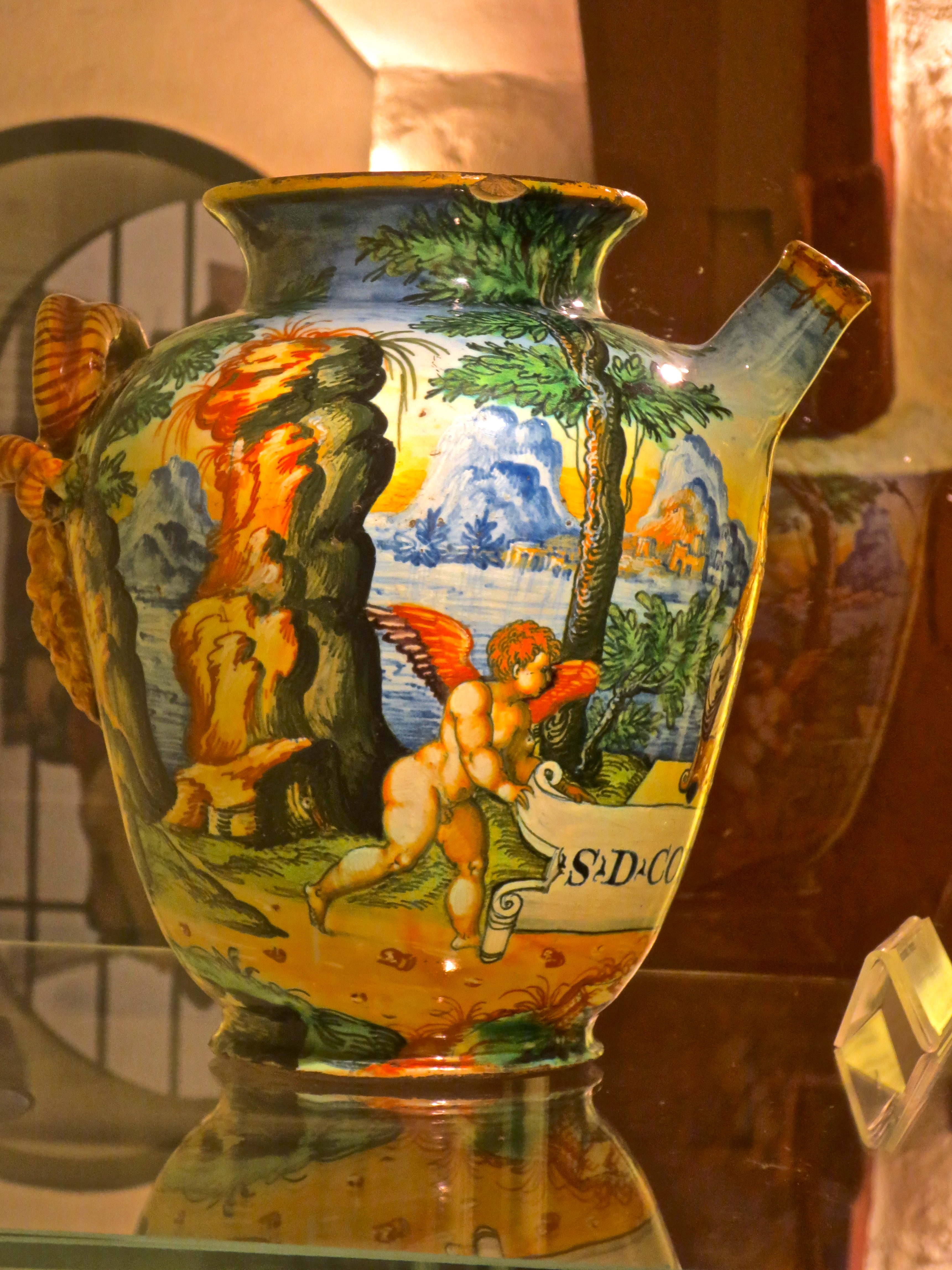
Deutsches Apotheken-Museum Heidelberg, Majolika-Renaissance-Gefäß für pharmazeutische Stoffe

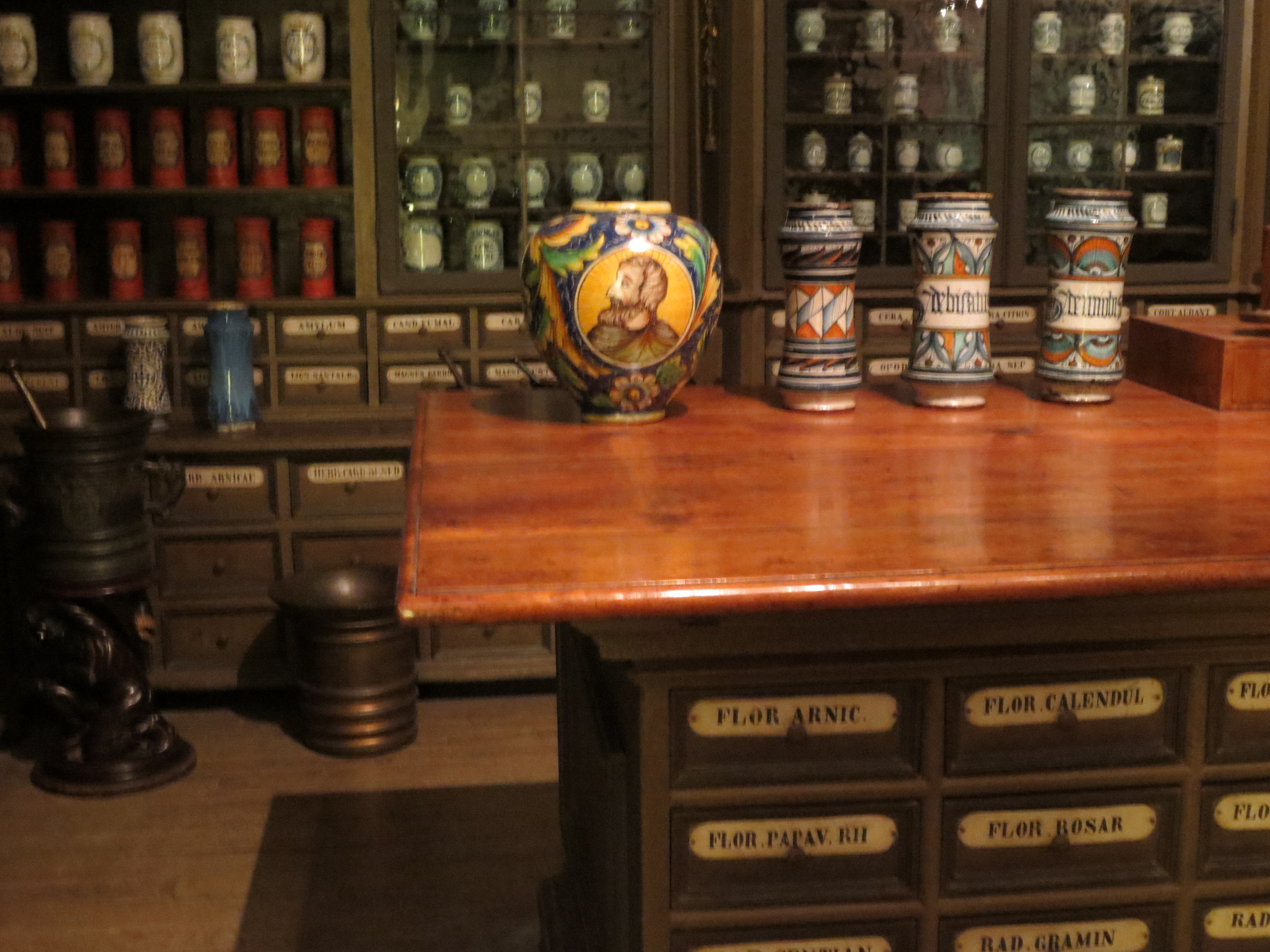
Deutsches Apotheken-Museum Heidelberg, Teilansicht einer Apothekeneinrichtung mit Renaissance-Gefäßen aus Majolika

Majolika (manchmal auch Maiolica; nach der spanischen Bezeichnung für obra de malica) bezeichnet im engeren (kunstwissenschaftlichen) Sprachgebrauch vor allem die farbig bemalte zinnglasierte italienische Keramik des 15. und 16. Jahrhunderts, im weiteren Sinne auch andere Arten farbig glasierter Tonware.

## Begriff
Der Name wird von der spanischen Bezeichnung für Lüsterkeramik obra de malica (Malaga-Ware) abgeleitet, von der aus die im maurischen Spanien hergestellte Fayence, in der Frühzeit vor allem Lüsterware, nach Italien ausgeführt wurde. Fälschlicherweise brachte man die Keramik mit Mallorca in Verbindung und glaubte, sie sei dort hergestellt worden (vgl. Timothy Wilson, S. 11). „Maiolica“ wurde zum allgemeinen Begriff für zinnglasierte Keramik. Der Name der Exportware wurde später auf die selbständig entwickelten italienischen Produkte übertragen. Kunstgeschichte, keramische Industrie und Haushaltswarenhandel benutzen die Bezeichnung nicht in gleicher Weise. Außerdem hat sie einen historischen Bedeutungswandel erfahren.
Die kunstwissenschaftliche Fachterminologie und ihr folgend auch der Kunsthandel beschränken die Bezeichnung möglichst auf die italienische und spanische (allenfalls noch auf die ihr voraufgehende islamische) zinnglasierte Irdenware, die mit den vier Scharffeuerfarben Kupfergrün, Antimongelb, Kobaltblau und Manganviolett (-braun) dekoriert sind. Technisch bestand zunächst kein großer Unterschied zu den entsprechenden, seit dem 17. Jahrhundert in anderen europäischen Ländern hergestellten Keramiken, die ausschließlich als Fayence bezeichnet werden. Doch verwenden diese seit dem 18. Jahrhundert auch die Aufglasurmalerei, für die ein zweiter, weniger heißer Brand nötig ist.
In Keramiktechnologie und Umgangssprache wird Majolika für verschiedene Arten von glasierten Tonwaren angewendet, seit gegen Ende des 19. Jahrhunderts im Zuge des Historismus die weitgehend untergegangene Produktion von zinnglasierter Ware wieder aufgegriffen wurde und deren Hersteller sich Majolika-Manufakturen nannten. Keramiker verstehen unter Majolika teilweise auch eine Ware mit gefärbter Zinnglasur.
| Klasse: Irdengut | Unterklasse: Sonstiges Irdengut | Gruppe: Tonware | Untergruppe: glasiert |

## Technisches
Majolika (und Fayence) hat einen weißen, gelbgrauen oder hell-rot-braunen, porösen (nicht gesinterten) Scherben. Das fertig geformte Gefäß wird bei mäßiger Temperatur einem ersten Brand („Schrühbrand“) ausgesetzt. Dann wird es mit einer opak-weißen Zinnglasurschicht bedeckt, die in ungebranntem Zustand stark aufsaugend einen idealen Untergrund für die oben genannten Scharffeuerfarben bietet. Beim zweiten Brand verschmelzen Glasur und die jetzt leuchtend werdenden Farben zu einer glänzenden, wasserdichten und dauerhaften Außenhaut.

## Geschichte
Wichtige Voraussetzung für die Anfänge der Majolika in Italien sind die Importe aus dem islamisch dominierten Spanien. Dort wurde spätestens seit dem 13. Jahrhundert Lüsterkeramik hergestellt, die ihrerseits auf ägyptischen und persischen Überlieferungen beruhte. Bis zur Vertreibung der Mauren aus Spanien um 1610 lieferten diese noch an christliche Auftraggeber (oft nach deren motivischen Vorgaben), als sich in Italien schon längst eine eigene Majolikakultur entwickelt hatte. Diese hatte um 1400 eingesetzt, zunächst noch unter Verwendung grau-weißer Engobe statt der weißen Zinnglasur. Diese erste italienische Majolika, die „Mezzo-Majolika“ (Halb-Majolika), versuchte, in der Glasur denselben schillernden Metallglanz wie die Arbeiten der arabischen Töpferkunst zu erzielen.

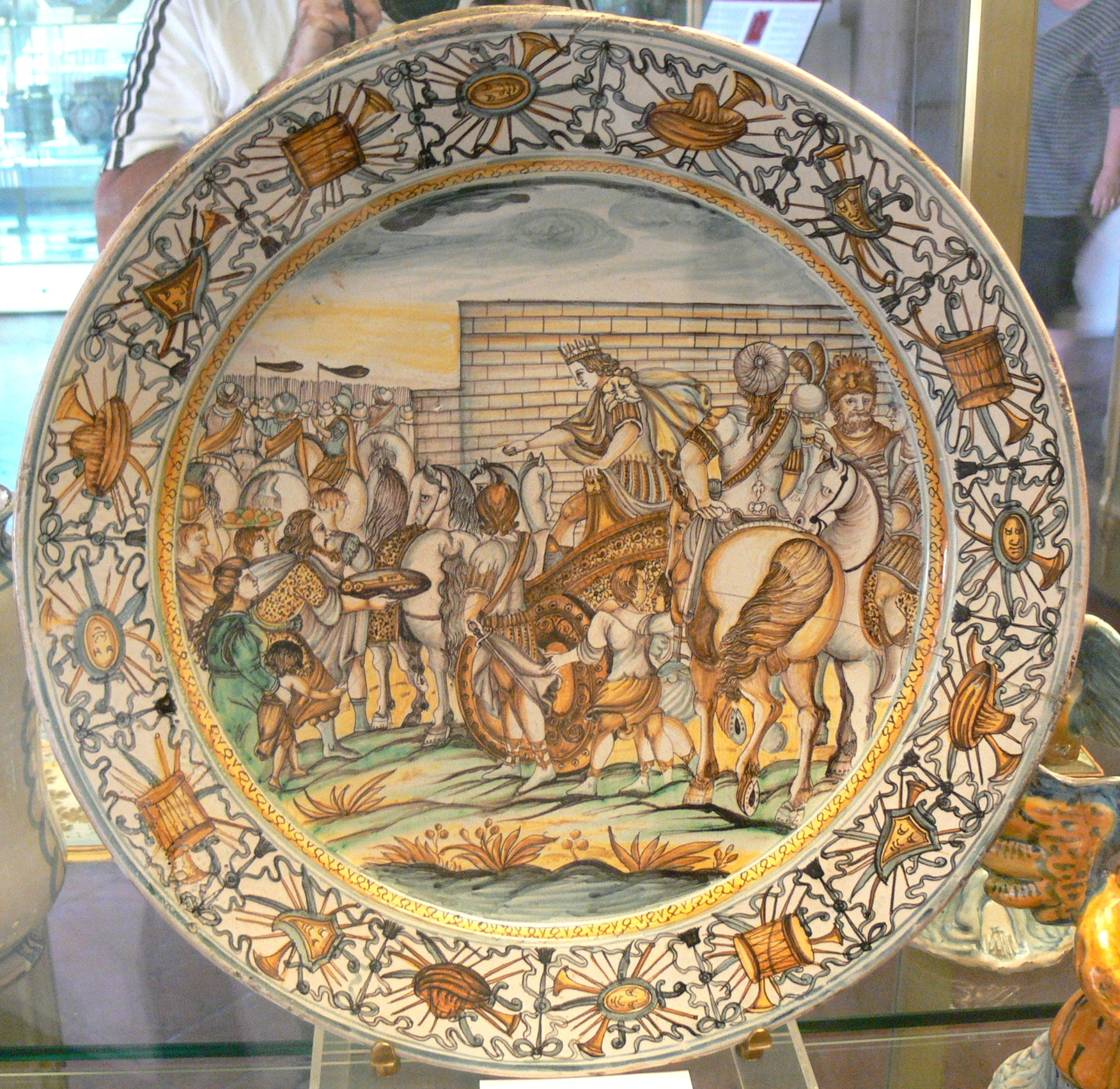
Museo del Bargello (Florenz). Majolica-Teller (17. Jh.) mit Darstellung Alexanders des Großen, aus der Werkstatt des Francesco Grue (Castelli).
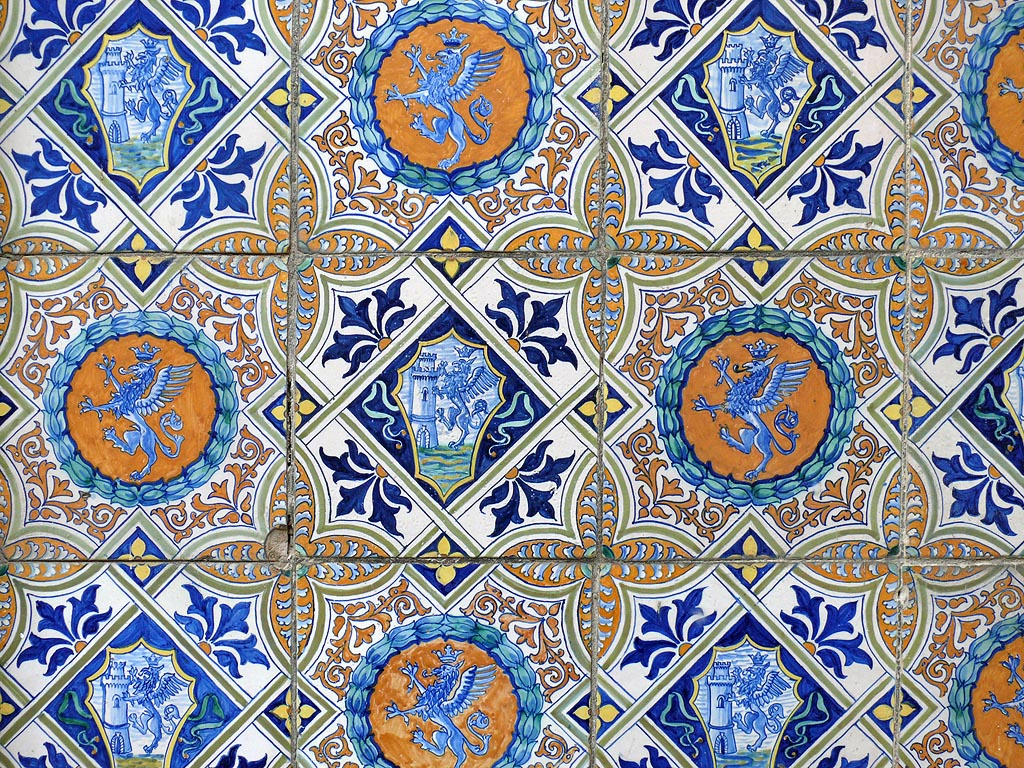
Fliesen aus Deruta mit dem Wappen der Stadt. 16. Jh. Die Ockerfarbe imitiert Lüsterglanz.
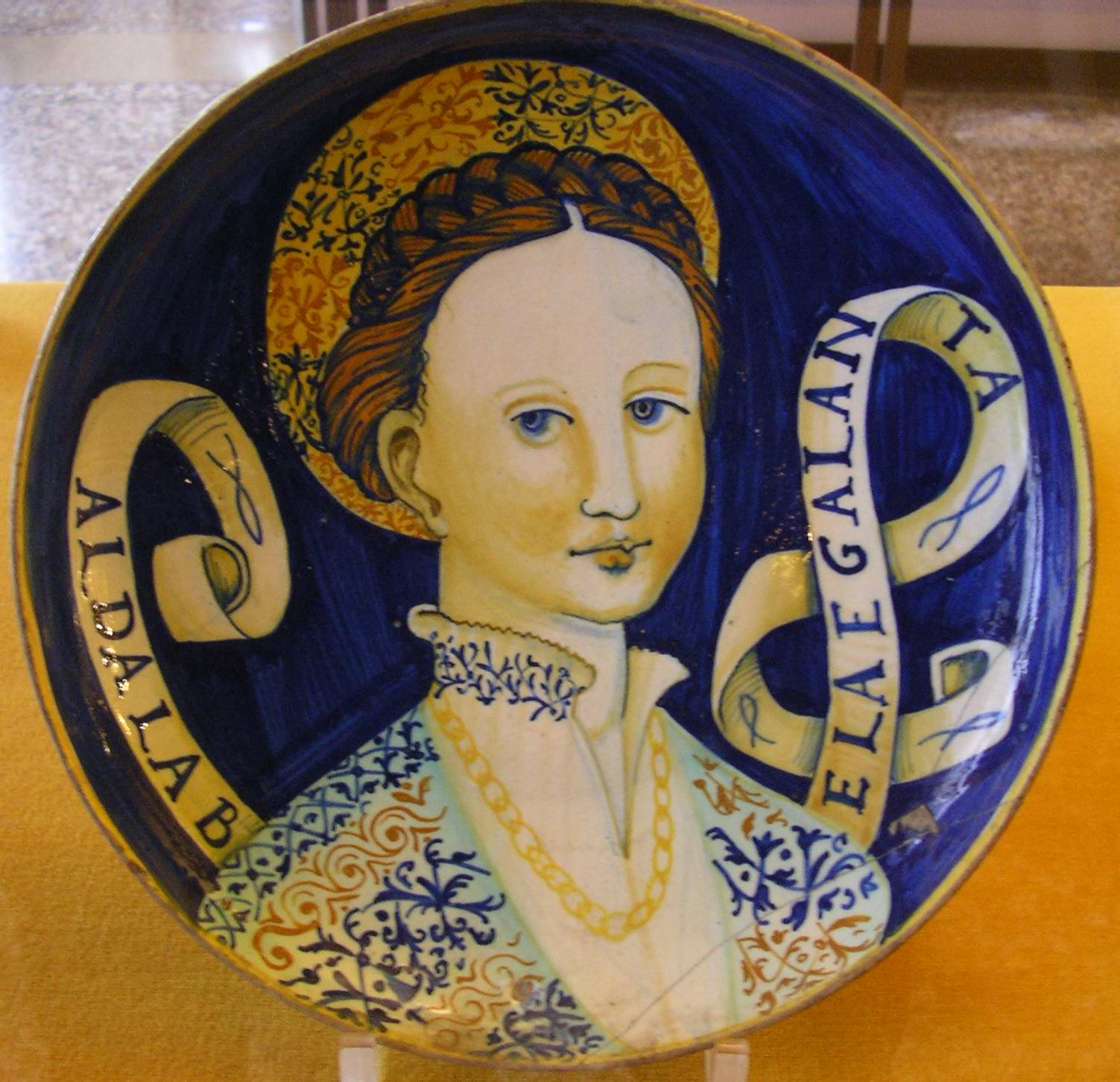
Teller mit Bildnis der „schönen und galanten“ Alda. Majolikamalerei aus Casteldurante oder Venedig, um 1520–1530. Museo Correr, Venedig.
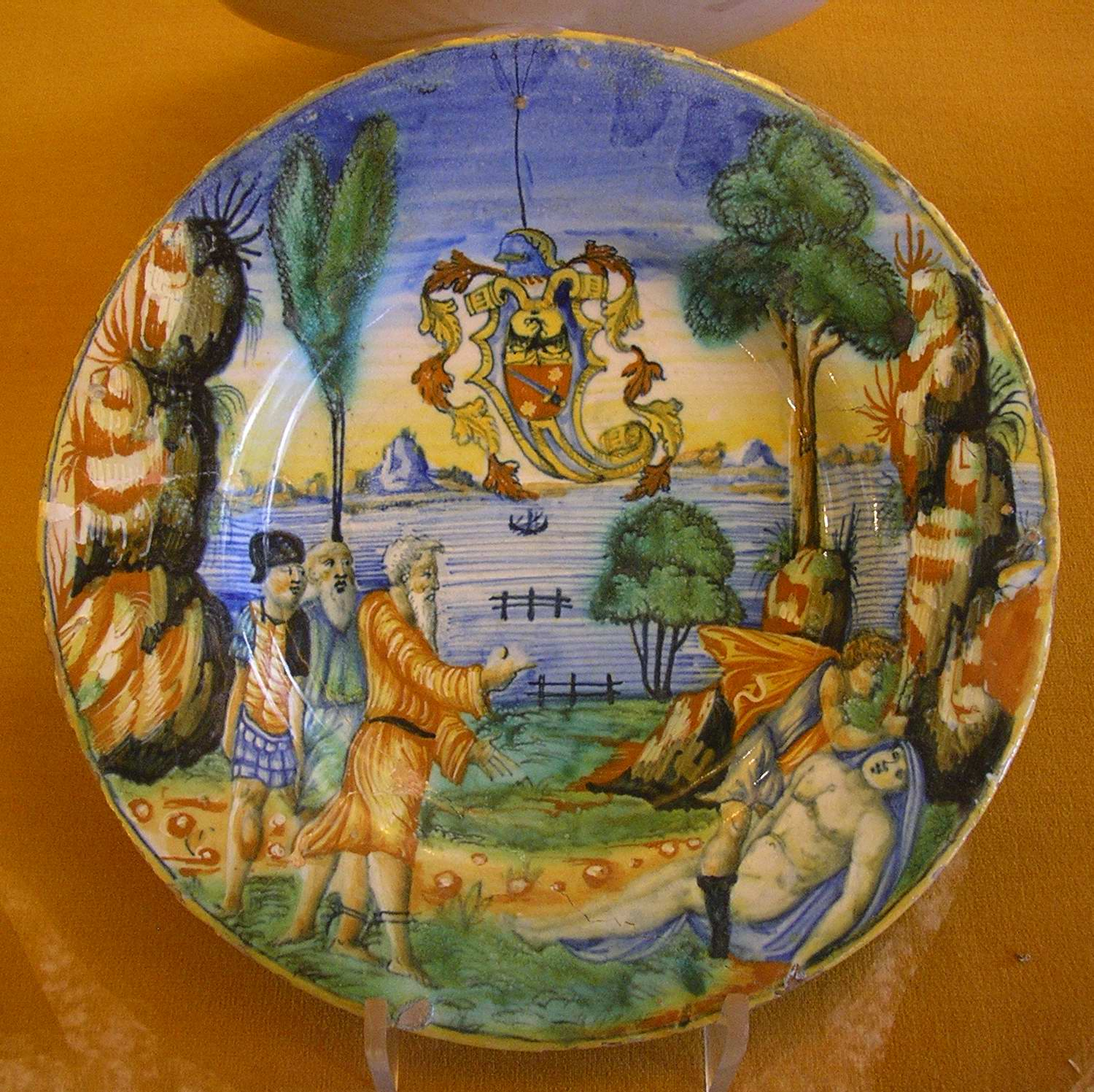
Aeskulap erweckt einen Toten. Beispiel für den „Istoriati-Stil“ in der Majolikamalerei. Andrea da Negroponte, Casteldurante um 1560. Venedig, Museo Correr.

Um 1480–1490 waren Werkstätten in der Stadt Faenza die ersten, die ihre Töpferwaren mit Zinnglasur überzogen. Um 1500 werden Grotesken und Arabesken in die Ornamentik übernommen. Ab 1508 blüht Casteldurante auf und es wurden um 1520 die Anfänge des Istoriati-Stils entwickelt, der dann in Urbino zur reichsten Ausprägung kommt. In kräftigen Farben breiten sich szenische Bilder von biblischen, mythologischen und geschichtlichen „Historien“ (daher der Name), oft nach Vorlagen bedeutender Künstler, über die ganze Fläche der Teller oder anderer Geschirrteile aus. Gefördert von den dort residierenden Herzögen war um 1535 Urbino die führende Stadt unter den majolikaproduzierenden Konkurrenten. Charakteristisch für die Majolika aus Siena (um 1500–1530) sind strenge Groteskenmuster auf blauem Grund. Deruta (um 1500–1550) folgt in vielem dem Stil aus Faenza, aber auch spanischen Vorbildern (Lüster, geometrische Ornamente). Von Venedig aus wurde die frühe niederländische Fayence angeregt.
In der zweiten Hälfte des 16. Jahrhunderts geriet diese Luxusindustrie ins Abseits, war immer mehr auf größeren Absatz und schnelleres Produzieren angewiesen und wurde im Lauf des 17. Jahrhunderts im Herzogtum Urbino ganz aufgegeben. In Pesaro bestand 1718 noch eine Töpferfabrik, die gewöhnliche Gefäße fertigte. Mancherorts wurden die eigenen Traditionen ganz aufgegeben und das modische blauweiße Geschirr in Delfter Art nachgeahmt. Nur in den Abruzzen und in Neapel wurde um 1700 eine Erneuerung der Majolikenfabrikation versucht. Diese häufig vorkommende neapolitanische Majolika erreichte nicht den Rang der früheren Erzeugnisse.
Gegen Ende des 19. Jahrhunderts lebte die Majolikafabrikation an vielen Stellen in Europa wieder auf. Der Erste, der dies in ausgedehntem Maße versuchte, war Ginori in seiner Fabrik zu Doccia bei Florenz. Er nahm vor allem die urbinatischen Majoliken zum Muster, der opalisierende Metallglanz der Majolika zu Gubbio wurde imitiert. Es wurden Nachbildungen der farbigen und glasierten Reliefs von Luca della Robbia und seinen Nachfolgern Kunsthändlern und Touristen als Originale verkauft. Eine neue Manier war dadurch entstanden, dass Farben und Glasur der Majolika auf Statuetten und Gruppen sehr populärer Art und drastisch-lebendiger Wirkung übertragen wurden.

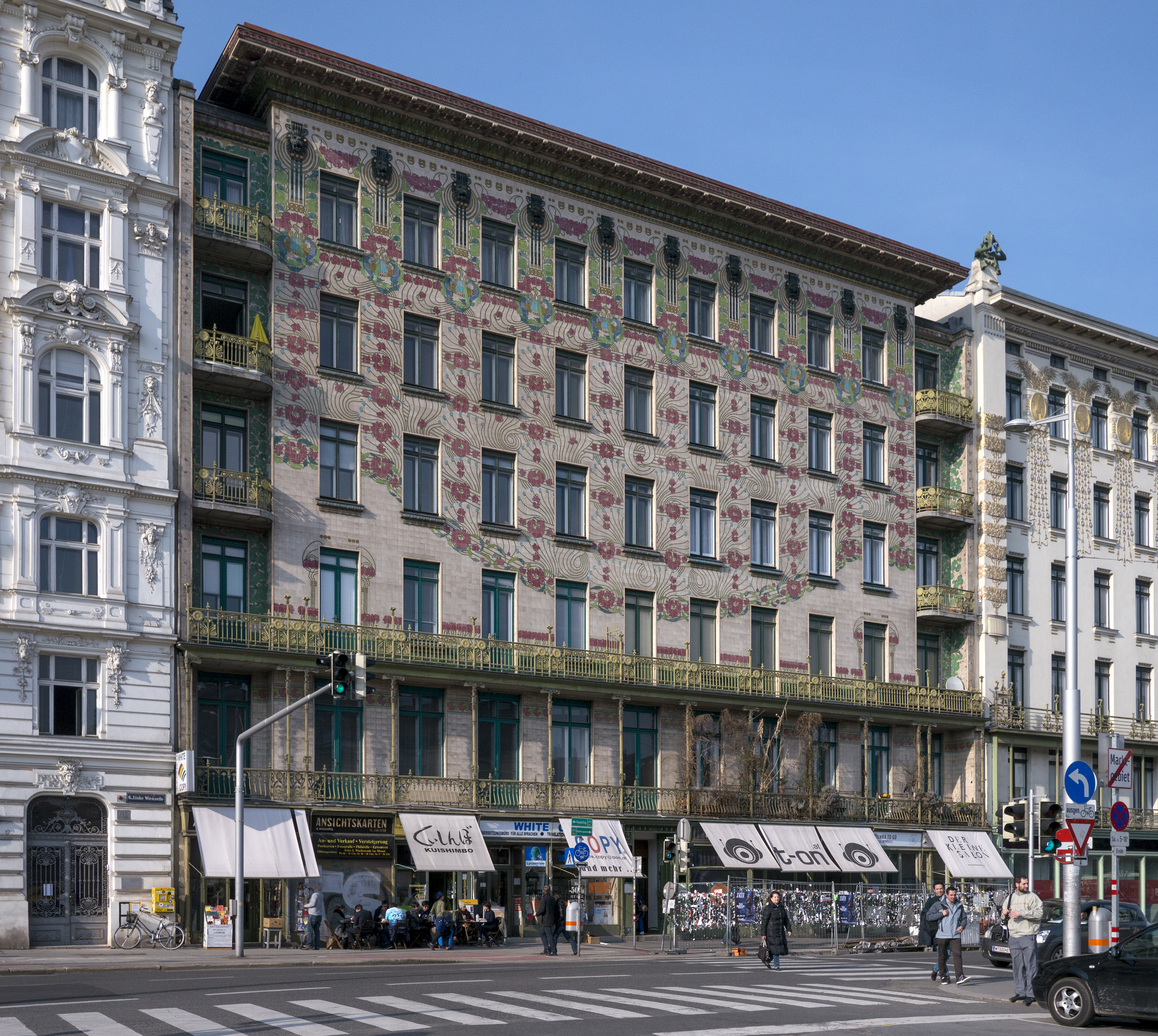
Majolikahaus, Wien

1901 wurde in Baden die Großherzogliche Majolika-Manufaktur gegründet, die noch als Staatliche Majolika Manufaktur Karlsruhe besteht. Der deutsche Kaiser Wilhelm II. gründete 1904 bei seiner Sommerresidenz in Kadinen eine Majolika-Werkstatt, deren Produkte als Kadiner Kacheln beispielsweise in Berlin bei U-Bahnhöfen, repräsentativen Gebäuden (Wertheim am Leipziger Platz, Weinhaus Kempinski) und dem Trausaal der Synagoge Fasanenstraße Verwendung fanden.
Bekannt ist auch das Majolikahaus, ein bedeutender Jugendstilbau in Wien.
Im letzten Drittel des 19. und in der ersten Hälfte des 20. Jahrhunderts gab es eine Reihe keramischer Betriebe, die farbig glasierte Keramiken herstellten. Für sie hat sich ebenfalls der Begriff „Majolika“ etabliert, doch nur solche mit weißen Blei-Zinnoxid-Glasuren können korrekt als Majolika benannt werden.